# Élections européennes de 2007 en Roumanie
Les élections européennes se déroulèrent pour la première fois en Roumanie le 25 novembre 2007 afin de désigner ses 35 premiers députés européens, à la suite de son entrée dans l'Union européenne le 1er janvier 2007. Initialement ces élections devaient se tenir le 13 mai 2007, mais la Chambre des députés, pour des raisons de politique nationale, les repoussa , pour que leur tenue coïncide avec le référendum sur le nouveau mode de scrutin.

## Mode de scrutin
Pour pouvoir présenter des candidats, les organisations politiques doivent rassembler le soutien d'au minimum 200 000 citoyens, alors que les candidats doivent seulement en rassembler 100 000. 
Les députés européens roumains sont élus au suffrage universel direct par tous les citoyens de l’UE inscrits sur les listes électorales roumaines, et âgés de plus de 18 ans. Le scrutin se tient au sein d'une circonscription unique selon le mode de représentation proportionnelle avec des listes bloquées. Les sièges sont attribués aux listes ayant dépassé 5 % des suffrages exprimés selon la méthode d'Hondt. Les candidats indépendants doivent quant à eux obtenir un score égal ou supérieur au coefficient électoral.

## Contexte
Entre son accession à l'Union européenne et la tenue de ces élections, la Roumanie fut représentée au Parlement européen par 35 députés européens désignés par la Chambre des députés proportionnellement à sa propre composition. Aussi cette délégation se composait comme suit :
- Parti social-démocrate : 12
- Parti national libéral : 7
- Parti démocrate : 5
- Parti de la Grande Roumanie : 5
- Union démocrate magyare de Roumanie : 6
- Parti conservateur : 2
- Forum démocratique des Allemands de Roumanie : 1 (Représentant les partis des minorités ethniques)

## Campagne
Béla Markó, président de l'UDMR proposa dans un premier temps à László Tőkés, héros de la révolution roumaine de 1989 et figure de la minorité hongroise, de se présenter sur la liste du parti. Néanmoins, celui-ci déclina l'offre, la tête de liste lui ayant été refusée. L'UDMR accusa alors Tőkés de diviser le vote hongrois et prendre le risque de priver la minorité de toute représentation à Bruxelles. Sur son site électorale Tőkés répondit en apparaissant dans un jeu vidéo où il devait esquiver des blattes étiquetées UDMR jusqu'à Bruxelles. Ce dernier put de plus se targuer du soutien de Viktor Orbán, alors chef de l'opposition à Budapest, et qui fit plusieurs meeting en Transylvanie.

## Résultats

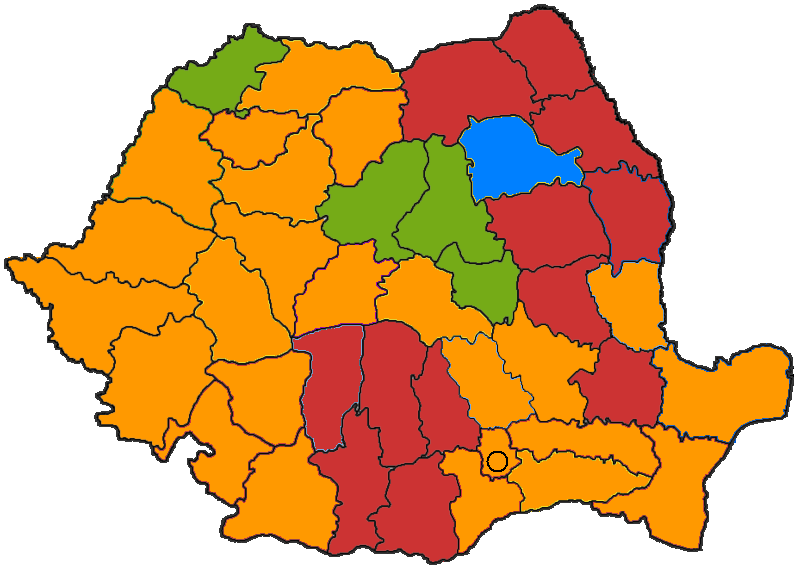
Parti arrivé en tête dans chaque județ
Parti démocrate
Parti social-démocrate
Union démocrate magyare de Roumanie
Parti libéral-démocrate

| Élections au Parlement européen de 2007 → |                                                      |           |         |        |        |
| Partis politiques                         | Partis politiques                                    | Voix      | %       | Sièges | Groupe |
|                                           | Parti démocrate                                      | 1 476 105 | 28,81 % | 13     | PPE-DE |
|                                           | Parti social-démocrate                               | 1 184 018 | 23,11 % | 10     | PSE    |
|                                           | Parti national libéral                               | 688 859   | 13,44 % | 6      | ADLE   |
|                                           | Parti libéral-démocrate                              | 398 901   | 7,78 %  | 3      | PPE-DE |
|                                           | Union démocrate magyare de Roumanie                  | 282,929   | 5,52 %  | 2      | PPE-DE |
|                                           | Parti de la nouvelle génération - Chrétien-démocrate | 248 863   | 4,85 %  | 0      |        |
|                                           | Parti de la Grande Roumanie                          | 212 596   | 4,15 %  | 0      |        |
|                                           | László Tőkés                                         | 176 533   | 3,44 %  | 1      | NI     |
|                                           | Parti conservateur                                   | 150 385   | 2,93 %  | 0      |        |
|                                           | Parti de l'initiative nationale                      | 124 829   | 2,43 %  | 0      |        |
|                                           | Parti national paysan chrétien-démocrate             | 71 001    | 1,38 %  | 0      |        |
|                                           | Parti des Roms                                       | 58 903    | 1,14 %  | 0      |        |
|                                           | Parti de l'alliance socialiste                       | 28 484    | 0,55 %  | 0      |        |
|                                           | Parti vert                                           | 19 820    | 0,38 %  | 0      |        |
| Exprimés                                  | Exprimés                                             | 5 122 226 | 95,38 % |        |        |
| Nuls et blancs                            | Nuls et blancs                                       | 246 555   | 4,62 %  |        |        |
| Total (Participation 29,46 %)             | Total (Participation 29,46 %)                        | 5 370 171 | 100 %   | 35     |        |

Source: Biroul Electoral Central